# Маурино (Переславский район)
Маурино — деревня в Переславском районе Ярославской области на реке Рокше.

## Название
Существует версия, что топонимы с основой Маур- — мерянского происхождения.

## История
Деревня Маурино поступила в Горицкий монастырь по частям: в 1516 году — первая, вторая — в 1543 году. В 1627—30 годах она была на оброке за переславцем сыном боярским Александром Сверчковым, двор его был единственным во всей деревне. В 1764 году при секуляризации перешла в казну.